# Поконо-Вудленд-Лейкс (Пенсільванія)
Поконо-Вудленд-Лейкс (англ. Pocono Woodland Lakes) — переписна місцевість (CDP) в США, в окрузі Пайк штату Пенсільванія. Населення — 3249 осіб (2020).

## Географія
Поконо-Вудленд-Лейкс розташоване за координатами 41°19′25″ пн. ш. 74°53′27″ зх. д. / 41.32361° пн. ш. 74.89083° зх. д. (41.323616, -74.890774).  За даними Бюро перепису населення США в 2010 році переписна місцевість мала площу 16,36 км², з яких 16,16 км² — суходіл та 0,21 км² — водойми.

## Демографія
Згідно з переписом 2010 року, у переписній місцевості мешкало 3209 осіб у 1091 домогосподарстві у складі 888 родин. Густота населення становила 196 осіб/км².  Було 1234 помешкання (75/км²).
Расовий склад населення:
| - 92,4 % — білих - 2,9 % — чорних або афроамериканців - 0,8 % — азіатів - 0,2 % — корінних американців - 1,7 % — осіб інших рас |

До двох чи більше рас належало 2,0 %. Частка іспаномовних становила 7,1 % від усіх жителів.
За віковим діапазоном населення розподілялося таким чином: 29,2 % — особи молодші 18 років, 60,4 % — особи у віці 18—64 років, 10,4 % — особи у віці 65 років та старші. Медіана віку мешканця становила 41,1 року. На 100 осіб жіночої статі у переписній місцевості припадало 97,5 чоловіків;  на 100 жінок у віці від 18 років та старших — 97,6 чоловіків також старших 18 років.
Середній дохід на одне домашнє господарство  становив 104 488 доларів США (медіана — 100 550), а середній дохід на одну сім'ю — 112 973 долари (медіана — 111 964). Медіана доходів становила 80 464 долари для чоловіків та 54 615 доларів для жінок. За межею бідності перебувало 1,9 % осіб, у тому числі 0,0 % дітей у віці до 18 років та 6,0 % осіб у віці 65 років та старших.
Цивільне працевлаштоване населення становило 1446 осіб. Основні галузі зайнятості: освіта, охорона здоров'я та соціальна допомога — 20,1 %, роздрібна торгівля — 19,5 %, будівництво — 18,1 %.